# Diego Brambilla
Diego Alberto Brambilla (Monza, 17 de febrero de 1969) es un deportista italiano que compitió en judo. Ganó una medalla de bronce en el Campeonato Mundial de Judo de 1995, en la categoría de –71 kg.

## Palmarés internacional
| Campeonato Mundial | Campeonato Mundial | Campeonato Mundial | Campeonato Mundial |
| Año                | Lugar              | Medalla            | Categoría          |
| ------------------ | ------------------ | ------------------ | ------------------ |
| 1995               | Chiba (Japón)      | Medalla de bronce  | –71 kg             |